# Jang Yoo-sang
Jang Yoo Sang (en hangul, 장유상) (21 de septiembre de 1991) es un actor surcoreano.

## Filmografía

### Series de televisión
| Año         | Título                              | Personaje     | Canal         | Notas                                    |
| ----------- | ----------------------------------- | ------------- | ------------- | ---------------------------------------- |
| 2020 - 2021 | Get Revenge                         | Choi Do-yoon  | TV Chosun     |                                          |
| 2020        | SF8: Empty Body                     | Ga Young-in   | MBC           | [ 2 ]                                    |
| 2020        | Soul Mechanic                       | Im Se-chan    | KBS2          |                                          |
| 2019 - 2020 | People With Flaws                   | Choi Ho-dol   | MBC           |                                          |
| 2019        | Flower Crew: Joseon Marriage Agency | Kang          | JTBC          |                                          |
| 2019        | Legal High                          | Kim Yi-soo    | JTBC          |                                          |
| 2018        | Feel Good to Die                    | -             | KBS 2TV       |                                          |
| 2018        | Suits                               | Park Joon-kyu | KBS 2TV       |                                          |
| 2018        | Queen of Mystery 2                  | Kim Yi-kyung  | KBS2          | [ 3 ]                                    |
| 2017        | Save Me                             | Im Sang-jin   | OCN           |                                          |
| 2017        | The Boy Next Door                   | Seung Jong    | Naver TV Cast | (drama web)                              |
| 2016        | Drama Special: Explicit Innocence   | Young Suk     | KBS2          | conocida como "A World Without Sympathy" |
| 2016        | Memory                              | -             | tvN           |                                          |
| 2015        | Falling for Challenges              | Nam Gong-dae  | Naver TV Cast | (drama web)                              |
| 2015        | EXO Next Door                       | Ji Kwang-soo  | Naver TV Cast | (drama web)                              |
| 2015        | Angry Mom                           | Oh Keun-su    | MBC           |                                          |

### Películas
| Año  | Título                                 | Personaje | Notas          |
| ---- | -------------------------------------- | --------- | -------------- |
| 2019 | Set Play                               | Ki Joon   |                |
| 2016 | Stay With Me                           | Lee Seop  |                |
| 2015 | The Magician                           | Meok Soi  |                |
| 2015 | The Distance Between Us (윤리거리규칙) | -         | (cortometraje) |
| 2015 | Drive (면허시험)                       | -         | (cortometraje) |
| 2014 | Set Me Free                            | Min Jae   |                |
| 2014 | One Night Only                         | Hoon      |                |
| 2012 | Night Bugs                             | -         | (cortometraje) |